# نجم من النوع S
نجم-S أو نجم من النوع-S هو نجم عملاق بارد في مرحلة متأخرة من التطور مع كميات متساوية تقريبا من الكربون والأكسجين في غلافة الجوي مماثل تقريبا لنجم من النوع- M،. تم تعريف هذة الفئة في الأصل في عام 1922 من قبل بول ميريل لنجوم ذات خطوط طيفية ونطاقات طيفية غير عادية. المعروف الآن أن سببها عملية التقاط النيوترون. نطاقات أحادي أكسيد الزركونيوم (ZrO) هي سمة مميزة لنجوم- S.

## الميزات الطيفية
النجوم الباردة، وخاصة النوع-M، تظهر نطاقات جزيئية، مع أكسيد التيتانيوم (الثنائي) القوية بشكل خاص. وهناك نسبة صغيرة من هذه النجوم الباردة تظهر أيضا نطاقات قوية تماثليا من أحادي أكسيد الزركونيوم. وجود نطاقات أحادي أكسيد الزركونيوم يمكن الكشف عنها بوضوح في الأطياف البصرية وهذا هو مايحدد نجم من النوع- S.
سلسلة أحادي أكسيد الزركونيوم الرئيسية هي:
- سلسلة α، في الأزرق عند 464.06 نانومتر، 462.61 نانومتر، و 461.98 نانومتر.
- سلسلة β ، في الأصفر عند 555.17 نانومتر و 571.81 نانومتر.
- سلسلة γ، في الأحمر عند 647.4 نانومتر، 634.5 نانومتر، و 622.9 نانومتر.[2]

أطياف نجوم-S لعمالقة النوع-M العادية تظهر أيضا اختلافات أخرى. نطاقات أكسيد التيتانيوم (الثنائي) المميزة للعمالقة الباردة ضعيفة في معظم نجوم- S، مقارنة نجوم-M من درجة حرارة مماثلة، وغائبة تماما في بعض النجوم. الميزات المرتبطة بعملية التقاط النيوترون مثل نطاقات الإتريوم وخطوط السترونتيوم وخطوط الباريوم ونطاقات اللانثانوم، وأيضا خطوط الصوديوم D كلها أقوى بكثير.. ومع ذلك، فإن نطاقات الفاناديوم غائبة أو ضعيفة جدا.